# 德龙河
德龙河（法語：Drôme，法語發音：[dʁom] ⓘ）是法國的河流，位於該國東南部，屬於罗讷河的左支流，河道全長110公里，流域面積1,640平方公里，平均流量每秒20立方米，發源自瓦尔德龙附近，河口處在德龙河畔洛里奥勒附近。
法国德龙省即以该河命名。

## 外部連結
- http://www.geoportail.fr （页面存档备份，存于）
- The Drôme at the Sandre database